# سندريلا: ذات مرة أغنية
سندريلا: ذات مرة أغنية (بالإنجليزية:  A Cinderella Story: Once Upon a Song)‏ هو فيلم كوميدي موسيقي أمريكي للمراهقين عام 2011 أخرجه دامون سانتوستيفانو وبطولة لوسي هيل وفريدي ستروما وميغان بارك وماثيو لينتز وميسي بايل. وهو تكملة لفيلم قصة أخرى لسندريلا (2008) والجزء الثالث من سلسلة قصة سندريلا.  تم إصدار الفيلم على نسخة دي في دي في 6 سبتمبر 2011، وتم عرضه لأول مرة على فري فورم في 22 يناير 2012.

## القصة
تخاف المراهقة «كاتي» (لوسي هيل) أن تتم إعادتها إلى دار الأيتام، لذلك تقوم بمحاولة إرضاء زوجة أبيها المتسلطة وابنتيها من دون الكثير من الشكوى.  يقوم صاحب إحدى شركات التسجيلات بإقامة مسابقة غنائية للأصوات الشابة، تمتلك كاتي صوتًا جميلًا، وتشعر بالحزن لأن زوجة أبيها تستغل موهبتها في محاولة تجعل أختها غير الشقيقة عديمة الموهبة تفوز بتلك المسابقة. يؤدي سوء تفاهم إلى قصة رومانسية رائعة، وتتوالى الأحدث في قالب كوميدي عائلي.

## روابط خارجية
- سندريلا: ذات مرة أغنية على موقع IMDb (الإنجليزية)
- سندريلا: ذات مرة أغنية على موقع روتن توميتوز (الإنجليزية)
- سندريلا: ذات مرة أغنية على موقع نتفليكس (الإنجليزية)
- سندريلا: ذات مرة أغنية على موقع ألو سيني (الفرنسية)
- سندريلا: ذات مرة أغنية على موقع Turner Classic Movies (الإنجليزية)
- سندريلا: ذات مرة أغنية على موقع أول موفي (الإنجليزية)
- سندريلا: ذات مرة أغنية على موقع فيلمافينيتي (الإسبانية)
- سندريلا: ذات مرة أغنية على موقع قاعدة بيانات الفيلم (الإنجليزية)
- سندريلا: ذات مرة أغنية على موقع ليتربوكسد (الإنجليزية)
- سندريلا: ذات مرة أغنية على موقع كينوبويسك (الروسية)